# 龍行者
龍行者（英語：Dragon Runner）是一種為城鎮戰組裝的軍用機器人。目前有DR15、 DR20、DR30與DR50等幾種型別，DR15為四輪基本款，DR20比DR15重視配備（多出5磅重量），DR30為DR15的六輪設計，DR50正開發中。採後輪驅動的設計。
龍行者DR15，重量16磅（7.3公斤），輕巧到能放進海軍背包加以攜帶。最先計劃是由美國海軍陸戰隊作戰實驗室（MCWL）與卡內基美隆大學合作並投入資金。機器人則在卡內基美隆大學進行設計，當時電子工程學與熱塑性外殼皆已發展成熟，最後則由Automatika公司進行組裝工作。 
龍行者DR15有四個輪子，長15.5英吋（39公分），寬11.25英吋（29公分），以及高5英吋（13公分）。它相當堅固、耐撞，能投擲過圍牆，能上樓或下樓（由於輪徑較小，上樓通常必須投擲）。就算從一輛每小時45哩（每小時70公里）的車子上，甚至從位於三樓高度的窗戶上，進行各種投擲都沒問題。它著陸時的任何一面都算正面朝上，使它得以繼續疾馳。無論如何，龍行者主要不是設計以它自身的能力在樓梯間上下疾馳，而是被設計成能夠在樓梯間進行攜帶或投擲。

## 應用
龍行者是為因應極危險區域或士兵難以接近的地方而被設計出的，特別是應用在城市環境裡。龍行者DR20的前懸掛裝置，配有前傾式攝影機能持續提供影像傳輸，並以無線遙控器接收影像訊號。由於龍行者可在各個轉角處，及其他會妨礙士兵發現障礙物後藏匿敵人的周圍，提供影像給士兵而提高生存率。
龍行者能在三種不同模式下運作：
- 疾馳模式：龍行者於週遭各地進行疾馳，並將影像傳回給操控者。
- 警戒模式：龍行者於原地保持靜止不動，使用麥克風加上能偵測範圍達30英尺（9.1）距離任何動靜的感測器。假如它偵測出一些狀況，將發動警報給操控者。
- 監視模式：龍行者於原地保持靜止不動，並陸續將影像傳回操控者。

其修正還包含讓一個沒有工具的士兵在戰場上，能快速且容易地使龍行者能爬上樓梯的翻轉動作，及能在所有急衝下進行的踩踏動作。
2010年1月，英國國防部與QinetiQ英國分社簽訂一份價值1200萬英鎊的合約後，大量的龍行者被安排在英國軍隊中，以提升炸彈拆除專家的能力，例如在阿富汗前線搜尋炸彈及讓簡易爆炸裝置失去作用。起先是應用於這些方面，隨後也證實龍行者在抵禦路邊炸彈（簡易爆炸裝置）所產生的威脅時具有它的價值。

## 主要數據
龍行者DR15的數據資料，如下：
- 國家：美國
- 時速：32公里/每小時
- 重量：7.3公斤
- 長度：39公分

## 外部連結
- QinetiQ 北美官網 （页面存档备份，存于）
- Legacy Automatika官網 （页面存档备份，存于）
- CMU的偵察機器人前往伊拉克 （页面存档备份，存于）